# 河南省经济

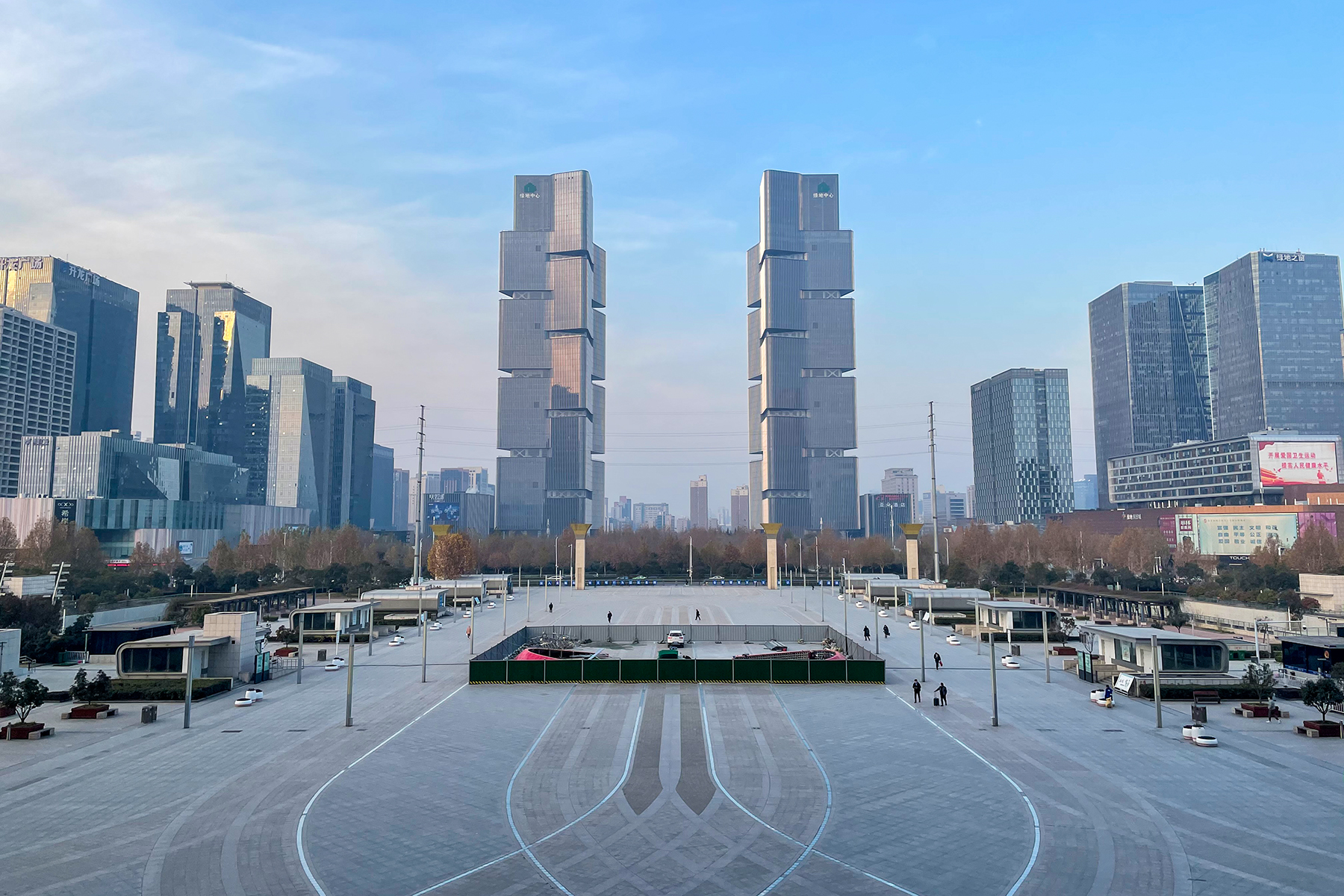
郑州市郑东新区

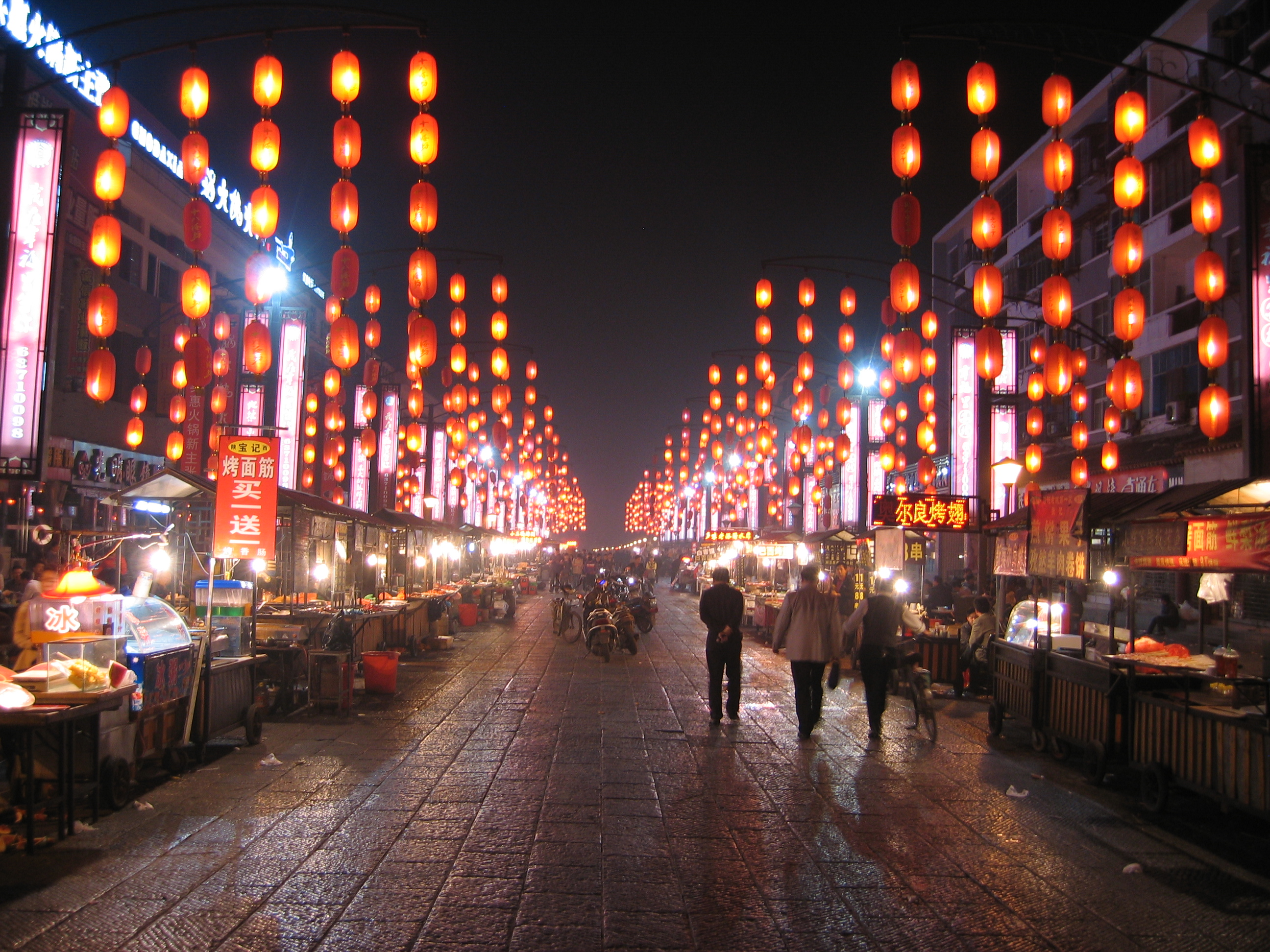
洛陽古城

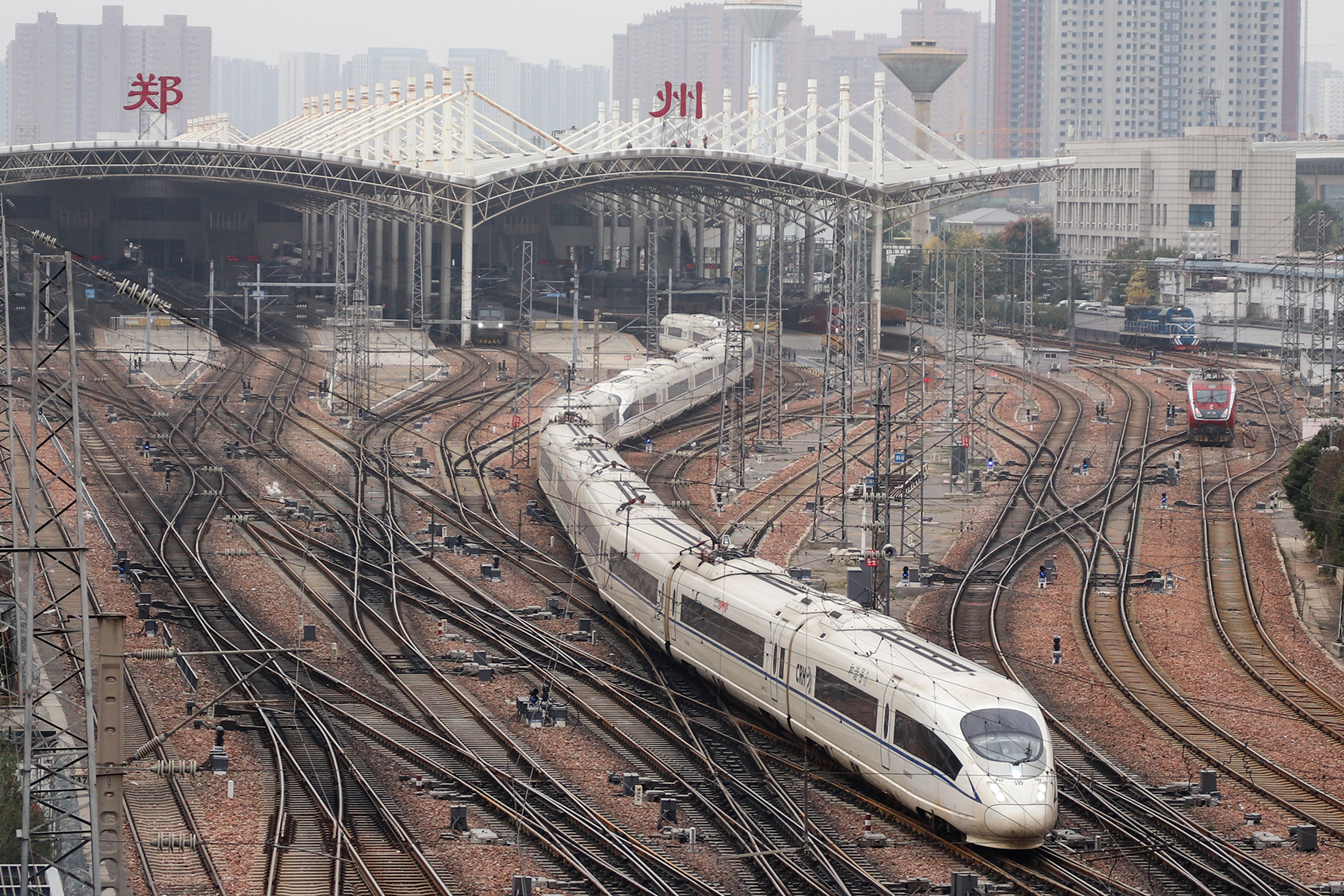
郑州站

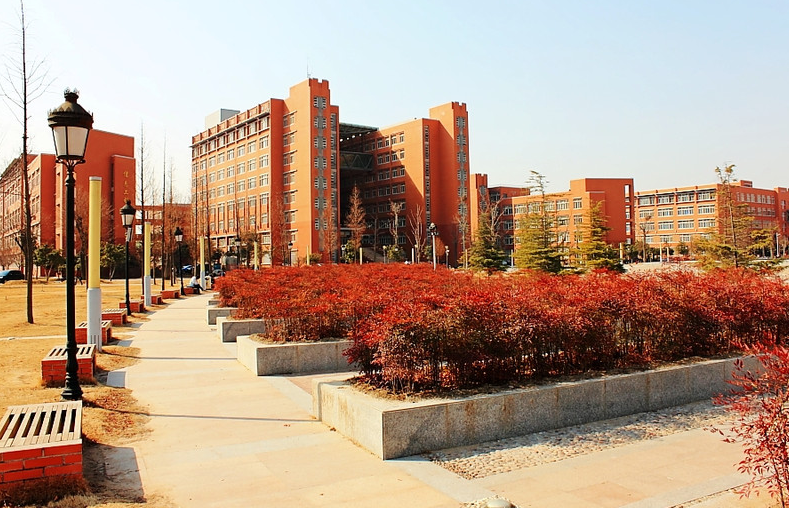
鄭州大學

河南是中国经济发展较快的省份之一，2004-2008年GDP总量一直稳居全国第五位。2010年人均GDP为21,073元。
1979-2007年29年，按绝对数比较，2007年GDP总量为1978年的92.43倍；按不变价格推算（以同期全国平均物价水平为基准），GDP年平均增长率10.9％，增长速度次于内蒙、江苏等六省区居全国第七位，但另一方面，河南省人口基数大，贫困人口众多，常住人口大幅低于户籍人口，经济发展仍属中国相对欠发达地区。1978-2008年，除13个年份以外，其余17年份GDP年增长率均高于10％，GDP增幅最高年份为1983年，年增长率达到23.8％。
河南的农业经济在全省经济中占有较大比重，第一产业总量仅次于山东省，居全国第2位。1978年以来河南省GDP总量一直位居全国前9位，2004年升至稳居第5位。
GDP總量
- 1991年突破1千亿元
- 2004年突破1万亿元
- 2016年突破3.7萬億元[2]

河南省GDP人均值次于山西、湖北等16省份居第17位
- 1989年突破1千元
- 2005年突破1万5千元
- 2010年突破2万元

2007年GDP总量增幅达到14.4％，當時占全国的比重达到5.5％
- 第一产业2,365.91亿元，占15.71％
- 第二产业8,280.25亿元，占54.99％
- 第三产业4,411.91亿元，占29.30％；

## 各类产业

### 农业
河南是中国的主要粮棉生产基地，小麦、烟草和芝麻的产量居中国第一位。2007年全省粮食总产量达到1049亿斤，连续8年居全国首位，新增粮食产量占全国增量的三分之一以上。河南这一中国第一人口大省不仅解决了本省人的吃饭问题，而且每年要外调大约200亿斤粮食支援外省。河南油料产量占全国的1/7，牛肉产量占全国的1/7，棉花产量占全国的1/6，小麦、玉米、烟叶、豆类、芝麻等农产品和肉类、禽蛋、奶类等畜产品产量也都居全国前列。

### 工业
洛阳1949年以后建造了中国第一座大型拖拉机制造厂，直到现在，河南仍然是中国大型拖拉机和重型载重汽车的主要生产基地。河南的主要优势工业有矿物开采及加工业、农产品加工业、机械设备制造业、建材工业、化学工业。其中氧化铝、畜产品加工、速冻食品生产在全国有重要影响力。河南县域经济发达，其生产总值约占全省的70%。
- 主要煤矿产地：平顶山、义马、焦作
- 钼矿：栾川县

### 商业
郑州商品交易所成立于1990年，是中国第一家期货交易所，也是全国三大期货交易所之一。目前上市交易的期货合约有小麦、棉花、白糖、精对苯二甲酸（PTA）、菜籽油、等，其中小麦包括优质强筋小麦和硬冬白（新国标普通）小麦。小麦、棉花、白糖和PTA期货为国民经济服务的市场功能日益显现，在国际市场上的影响力逐渐增强。